# Fluorek manganu(III)
Fluorek manganu(III), MnF
3 – nieorganiczny związek chemiczny, sól kwasu fluorowodorowego i manganu na III stopniu utlenienia.
Jest to ciało stałe o barwie czerwonego wina, hydrolizującym w wodzie.
Można go otrzymać w reakcji MnI
2 (reakcja egzotermiczna, następnie ogrzewanie w 250 °C), MnF
2 (w 250 °C) lub (NH
4)
2MnF
5 z fluorem, np. :
2MnI
2 + 13F
2 → 2MnF
3 + 4IF
5↑
Reakcję MnF
2 z fluorem można przeprowadzać też w temperaturze pokojowej, w roztworze w bezwodnym ciekłym fluorowodorze:
2MnF
2 + F
2 → 2MnF
3